# Aero Design DG-1
Pour les articles homonymes, voir Aero.
La société Aero Design Associates a été créé au milieu des années 1970 à Opa-locka, Floride, par David Garber pour produire des avions de course. Le seul appareil réalisé par Aero Design Associates fut un appareil original conçu pour tenter de battre le record du monde de vitesse avec moteurs à piston, le DG-1.
Le DG-1 est un monoplace de course au fuselage de forme très profilée, la verrière du cockpit ne présentant aucun décrochement, avec une hélice à l’avant et une autre à l’arrière. Chaque hélice est entrainée par un moteur rotatif automobile Mazda RX-3, le refroidissement du moteur arrière étant assuré par un prélèvement d’air dorsal. La voilure est médiane, trapézoïdale en plan, et l’empennage comporte 4 surfaces, deux verticales (direction sur la dérive inférieure) et deux avec un dièdre négatif accentué. L’ensemble repose sur un train tricycle entièrement escamotable dans le fuselage.
L’unique DG-1 [N10E] a effectué son premier vol le 25 juillet 1977. Exposé pendant quelques années au Sun’n Fun Air Museum (en) de Lakeland, Floride, il a été mis en vente en 2005 pour 125 000 U$.